# Silo (biblischer Ort)

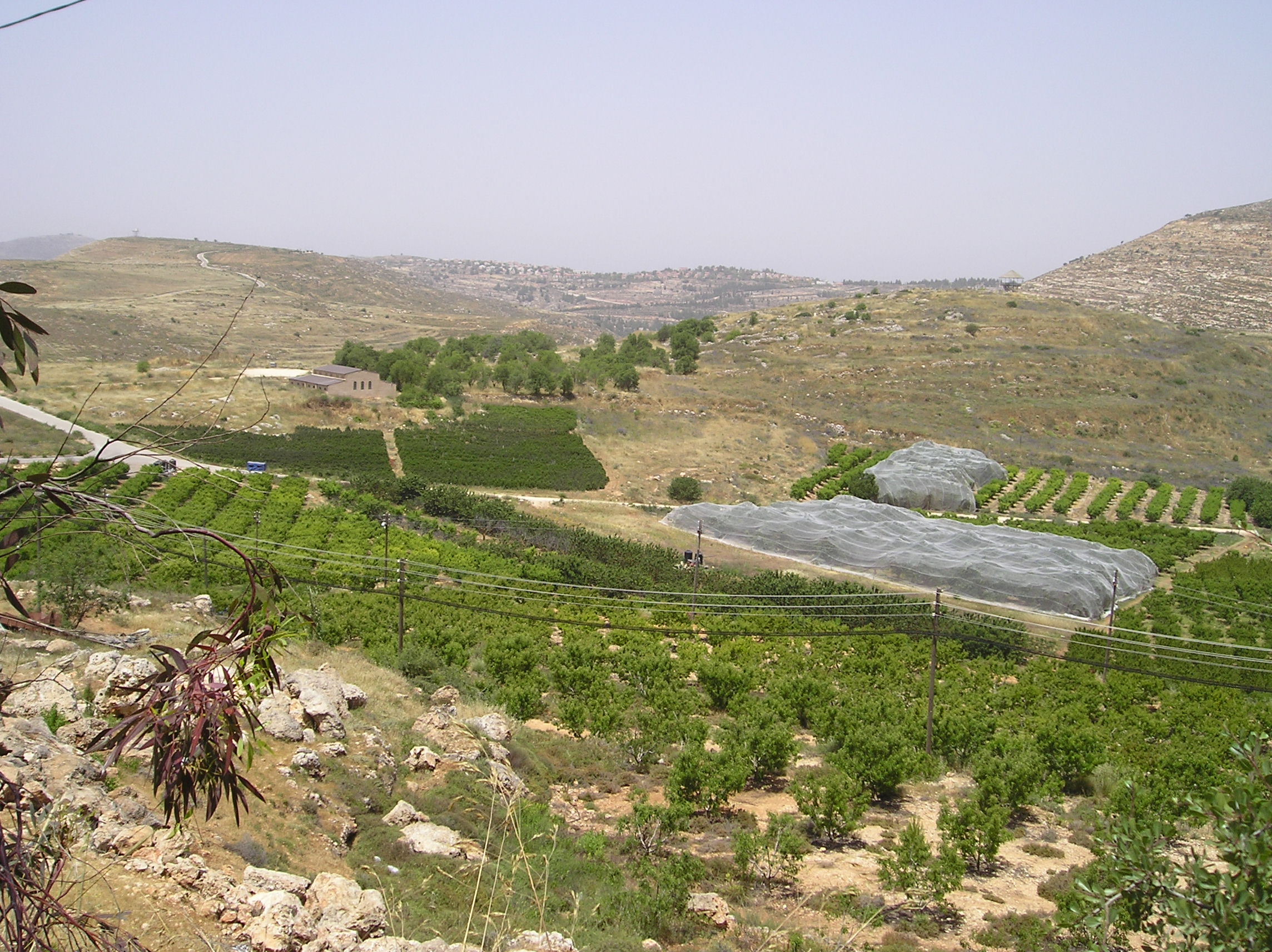
Tel Silo

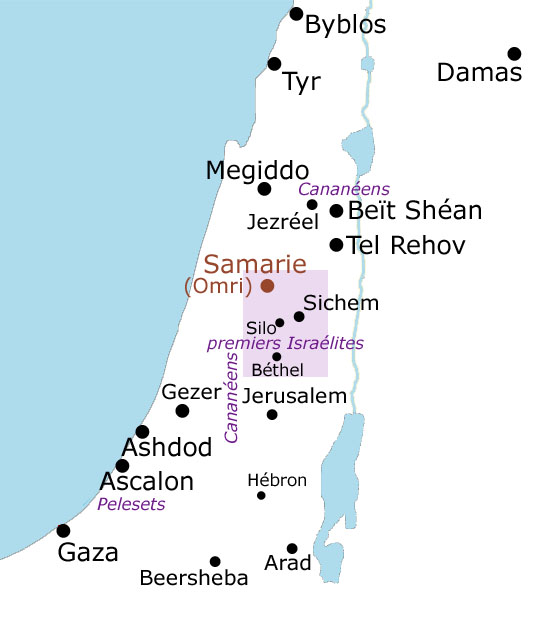
Siedlungsräume der frühen Israeliten, Kanaaniter und Philister mit der Lage von Silo

Silo (Schreibweise der Lutherbibel) bzw. Schilo (hebräisch שִׁלוֹ in verschiedenen Schreibweisen; Schreibweise hier gemäß den Loccumer Richtlinien) ist eine in der Hebräischen Bibel erwähnte Siedlung, die nach biblischer Darstellung in Israels vorstaatlicher Zeit ein JHWH-Heiligtum besaß, in dem die Bundeslade aufbewahrt wurde. 

## Unterschiedliche Schreibweisen und Lokalisation
Die Hebräische Bibel bietet drei Varianten der Schreibweise: שִׁלֹה Šiloh, שִׁלוֹ Šilô und שִׁילוֹ Šîlô.
Der biblische Ortsname Silo wird mit der heutigen archäologischen Stätte Khirbet Sailūn, 30 km nördlich von Jerusalem im Westjordanland, identifiziert.

## Biblische Darstellung
Im Buch Josua wird beschrieben, dass sich in Silo ein Lager der Israeliten befand und Josua, der Sohn Nuns, dort das Zeltheiligtum (Mischkan) aufschlagen ließ. So wurde Silo zum Zentralheiligtum der israelitischen Stämme (Jos 18,1–10 ). Damit endete die Zeit der Wüstenwanderung, in der das Heiligtum mitgeführt wurde, und es begann die Zeit der sesshaften Lebensweise, in der das Heiligtum seinen festen Ort hatte. Als Zentralort war Silo nicht dem Territorium eines Stammes zugeordnet, sondern gehörte ganz Israel (Jos 18,1 , Jos 22,12 ). Hier versammelten sich die Anhänger von sieben Stämmen der Israeliten (Benjamin, Simeon, Sebulon, Issachar, Ascher, Naftali, Dan), um von Josua nach der Landnahme die jeweiligen Stammesgebiete zu erhalten. Auch wurde in Silo beschlossen, dass die Leviten keine Ländereien besitzen sollten, da sie als Stamm der Priester unter den übrigen Stämmen leben sollten und auf Grund ihrer Bestimmung als Diener JHWHs kein Land brauchten.
Das Buch der Richter nimmt die Darstellung des Heiligtums von Silo im Buch Josua auf und ergänzt Züge, die in den Erzählungen in den Samuelbüchern vorausgesetzt sind. Demnach steht in Silo ein „Haus Gottes“ (Ri 18,31 ), und regelmäßig finden dort Opferfeste statt (Ri 21,19 ).
Viele Jahrzehnte nach Josuas Tod wurde in Silo der Prophet Samuel von Eli erzogen. Hier erfuhr er nach der Bibel von Gott, dass Elis Söhne wegen ihrer Gottlosigkeit sterben müssten, was auch im Kampf gegen die Philister tatsächlich geschah.
Einer von Elis Nachkommen war der in Silo praktizierende Priester Abjatar, den Salomo verstieß, nachdem Abjatar mit Salomos Rivalen und Halbbruder Adonija ein Bündnis gegen ihn eingegangen war.
Kurz vor Salomos Tod beschloss einer seiner Knechte, Jerobeam I., neuer Herrscher Israels zu werden, da sich Salomo viele Frauen genommen und vor allem deren Götter angebetet hatte. Als Salomo ihn deswegen umzubringen versuchte, musste Jerobeam fliehen. Er traf Ahija, einen Propheten aus Silo, der ihm versicherte, er werde zehn Stämme Israels regieren, Salomos Sohn Rehabeam jedoch die restlichen beiden Stämme.
Doch auch Jerobeam verehrte nach der biblischen Erzählung Götzenbilder. Als eines Tages sein Sohn Abija krank war, bat er seine Frau, zu Ahija nach Silo zu gehen und für ihn zu beten. Diese, aus Furcht, Ahija könne sie erkennen, verstellte sich, doch Ahija erkannte sie. Er versicherte ihr, ihr Sohn werde sterben, da sein Vater Gottes Gebote nicht befolgt habe. Bei ihrer Heimkehr in die Stadt Tirza wurde das Angekündigte wahr.
Weitere Erwähnungen des Ortes Silo finden sich in der Bibel im Buch Jeremia (Jer 7,12 ) und in Psalm 78.

## Geschichte und Archäologie
Ausgrabungen haben große eisenzeitliche Getreidespeicher freigelegt. Der Zerstörungshorizont, der das Ende des eisenzeitlichen Dorfes markiert, wird mit kriegerischen Auseinandersetzungen zwischen Israeliten und den Philistern in Zusammenhang gebracht. In der israelitischen Königszeit war der Ort Silo von untergeordneter Bedeutung.

## Namensgebungen
Zahlreiche Orte wurden nach Silo benannt, vor allem von Puritanern in den USA bei der Landnahme des amerikanischen Westens, dort aber in der englischsprachigen Variante Shiloh (vgl. auch die TV-Serie Die Leute von der Shiloh Ranch), sowie die neuere jüdische Siedlung Schilo im Westjordanland.

### Lexika
- Shlomo Bunimovitz: Silo. In: Religion in Geschichte und Gegenwart (RGG). 4. Auflage. Band 7, Mohr-Siebeck, Tübingen 2004, Sp. 1319.
- Robert Wenning: Schilo. In: Walter Kasper (Hrsg.): Lexikon für Theologie und Kirche. 3. Auflage. Band 9. Herder, Freiburg im Breisgau 2000, Sp. 144–145.
- Volkmar Fritz: Silo. In: Theologische Realenzyklopädie (TRE). Band 31, de Gruyter, Berlin / New York 2000, ISBN 3-11-016657-7, S. 266–267.

### Artikel und Monographien
- Israel Finkelstein, Shlomo Bunimovitz, Zvi Lederman: Shiloh: The Archaeology of a Biblical Site (= Monograph series of the Institute of Archaeology, Tel Aviv University. Band 10). Tel Aviv 1993.
- Ann-Kathrin Knittel: Das erinnerte Heiligtum: Tradition und Geschichte der Kultstätte in Schilo (= Forschungen zur Religion und Literatur des Alten und Neuen Testaments. Band 273). Vandenhoeck & Ruprecht, Göttingen 2019.
- Nadav Na’aman: Samuelʼs Birth Legend and the Sanctuary of Shiloh. In: Journal of Northwest Semitic Languages 43/1 (2017), S. 51–61. (Online)
- Donald G. Schley: Shiloh. A Biblical City in Tradition and History. Sheffield Academic Press, 1989.
- Uta Zwingenberger: Dorfkultur der frühen Eisenzeit in Mittelpalästina (= Orbis Biblicus et Orientalis. Band 180). Vandenhoeck & Ruprecht, Göttingen 2001. (Download)